# Polynesia Point
Der Polynesia Point (in Argentinien Punta Polinesia) ist eine eisfreie Landspitze an der Ostküste von Signy Island im Archipel der Südlichen Orkneyinseln. Sie bildet die nördliche Begrenzung der Einfahrt zum Paal Harbour.
Wissenschaftler der britischen Discovery Investigations nahmen 1933, der Falkland Islands Dependencies Survey nochmals 1947 Vermessungen vor.
Das UK Antarctic Place-Names Committee benannte sie 1954 nach dem norwegischen Fabrikschiff Polynesia, das unter Kapitän Hans Borge (1873–1946) von 1913 bis 1914 im Dienst der Aktieselskabet Rethval für den Walfang in den Gewässern um die Südlichen Shetlandinseln operiert hatte.